# バーニングマン

ロゴ

バーニング・マン(Burning Man)は、アメリカ合衆国で開催される大規模なイベントである。

## 概要

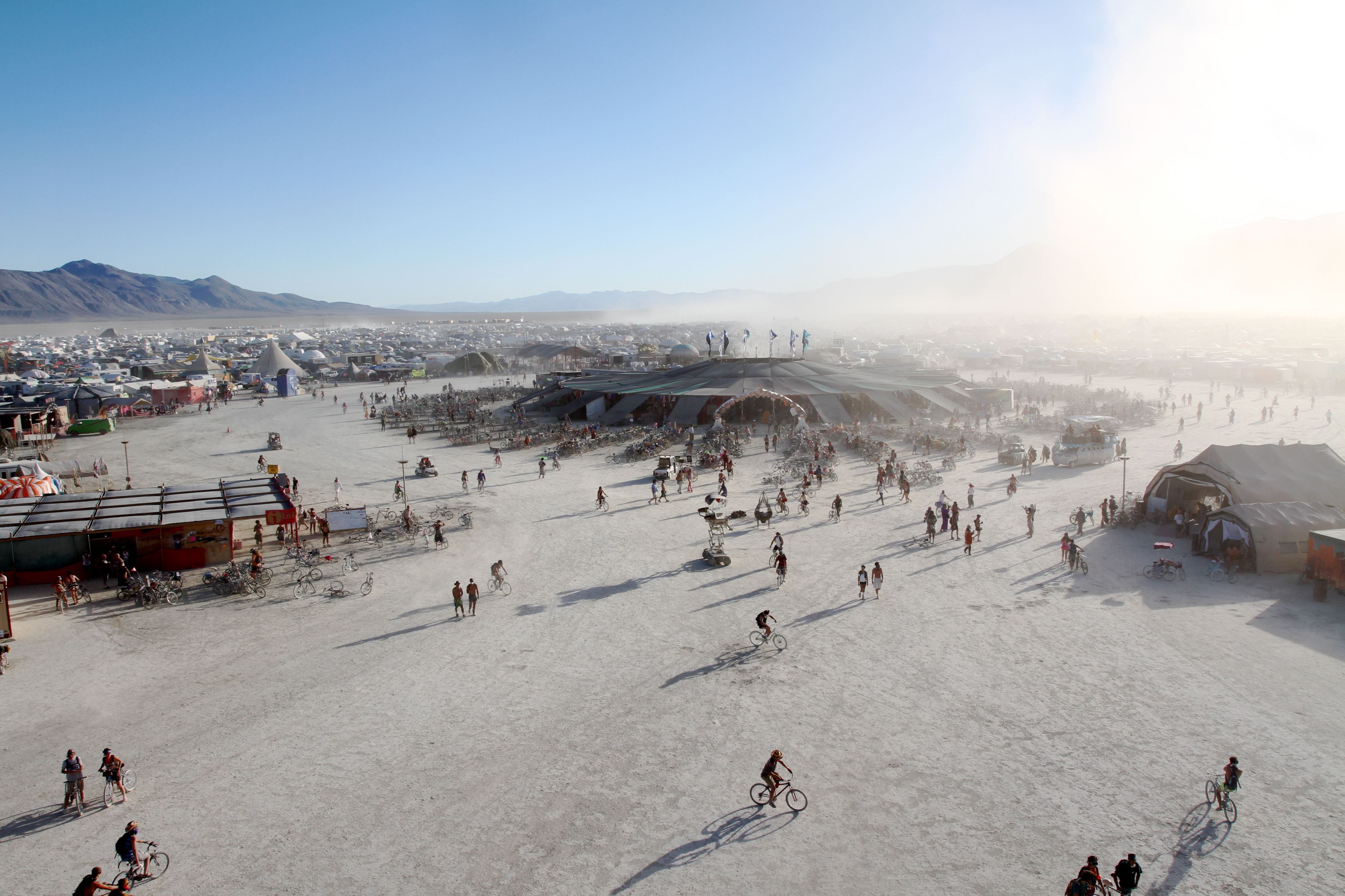
ブラックロック・シティ市街地 (センターキャンプ周辺部)

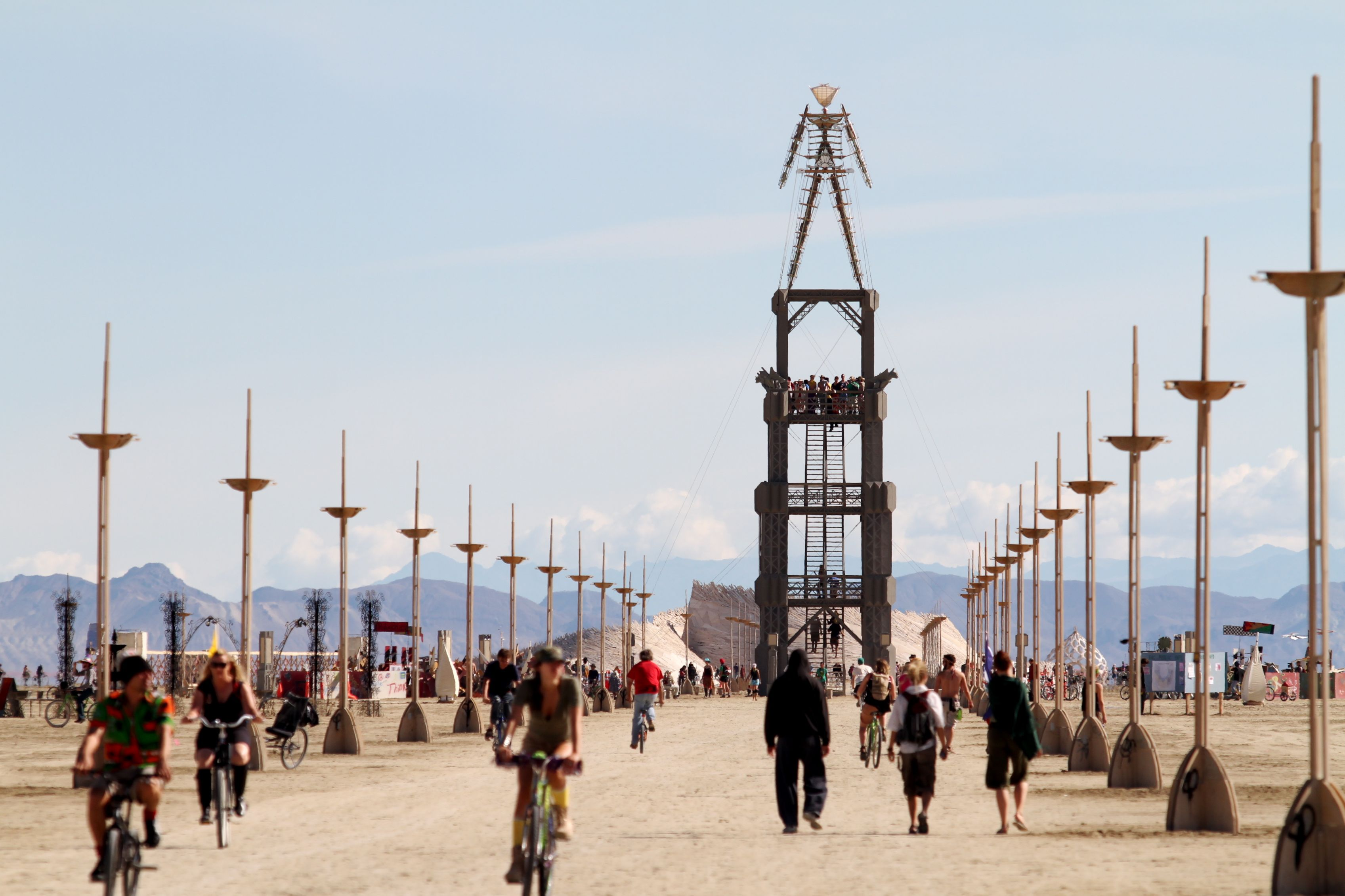
「ザ・マン」と「6:00のプロムナード」を散策するバーナーたち

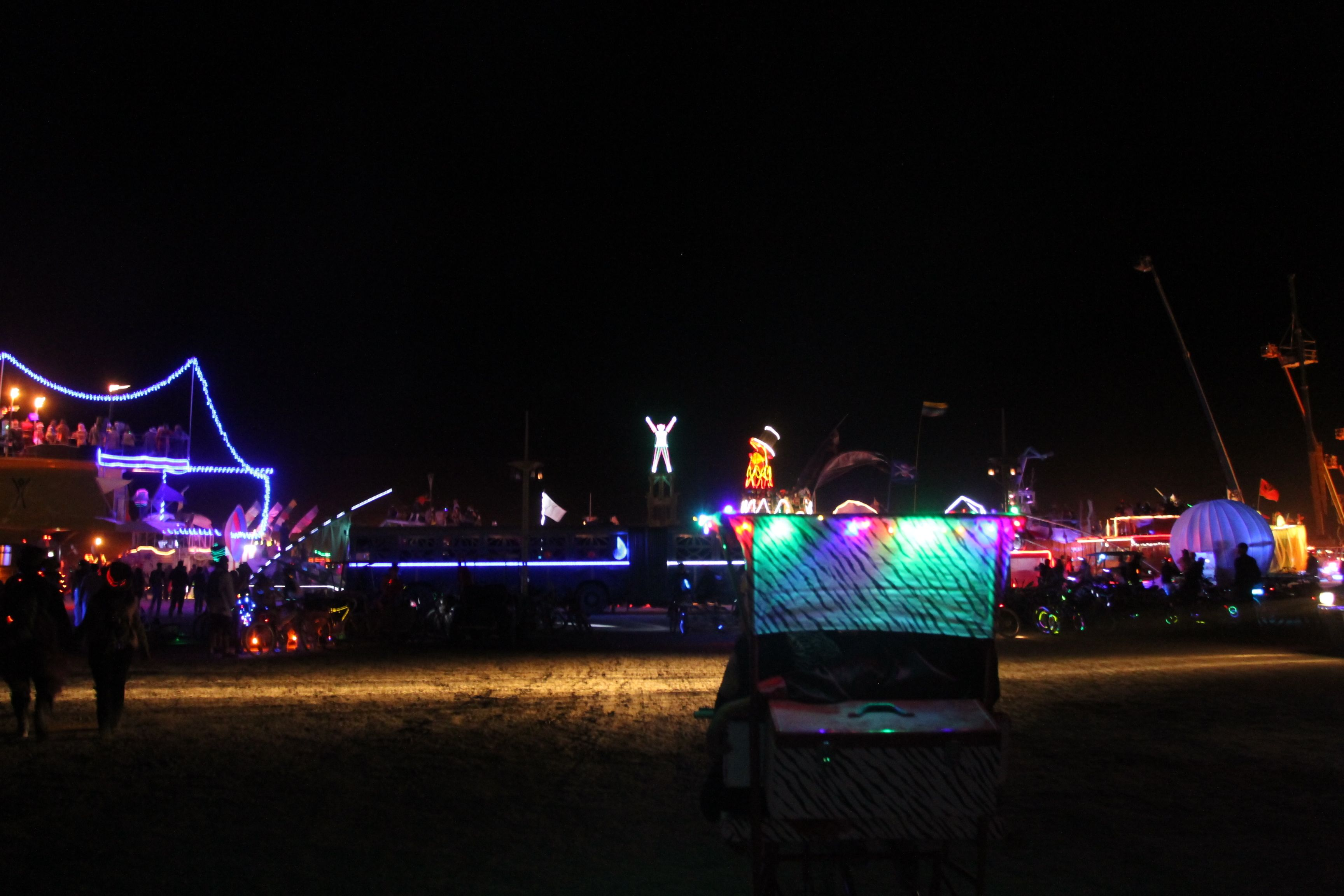
夜間のブラックロック・シティ

バーニング・マンは、アメリカ北西部の人里離れた荒野で年に一度、約一週間に渡って開催される。例年、8月の最終月曜日から9月の第一月曜日（米国の祝日「レイバー・デイ」である）までがバーニング・マンの会期とされている。会場となるブラックロック砂漠は、ネバダ州リノ市の約150km (90マイル) 北北東に位置する乾湖(Dry lakebed)である。各参加者は、この「プラーヤ」(Playa)と呼ばれる何もない塩類平原（en）に街を作り上げ、新たに出会った隣人たちと共同生活を営み、そこで自分を表現しながら生き抜く。そして一週間後、すべてを無に還す。この実験的な地域社会はさながら都市の様相を呈し、みずからを「ブラックロック・シティ」(Black Rock City, BRC)と呼称している。
ブラックロック・シティは、直径約3.4kmの大きな扇型の市街地と、中心部のオープンスペース、および周辺部からなる総面積約14.5平方キロメートルの五角形の街であり、そこで会期中に生活する人々の数は約7万人ほどである（2019年の主催者発表入場者数：78,850人）。
バーニング・マンという名称は、土曜日の深夜、街の象徴として場の中心に立ち続けていた人型の造形物「ザ・マン」(The Man)に火を放ち(burn)、それを完全に焼却することに由来する。
会場は、外部の世界から地形学的にほぼ遮断されており、電気、上下水道、電話、ガス、ガソリンスタンドなどの生活基盤は整備されておらず、一般のテレビ・ラジオ放送、携帯電話などもサービス提供範囲外となる。
売店や屋台、食堂なども原則無い。主催者側が用意する例外は、食料の鮮度を維持するための氷の販売（地元の学校に利益を還元）と、センターキャンプカフェでのコーヒーやレモネード等のドリンク販売で、この他に金銭を使用できる場面は無い。したがって、バーナー（参加者たちの自称。「燃やす者」の意）は、水、食料、衣類、住居、燃料など、自らの生存のため必要とするものを、自らの責任において事前に準備しなければならない。なお、自然環境保護のため必要とされる仮設トイレ群は随所に設置される。
ブラックロック・シティの「市民」たる各参加者は、思い思いの場所に自らの手で設営したテントやキャンピングカーを家とし、他者と出会い、新規に友人を作り、交遊し、問題を解決し、コミュニティを形成する。この劣悪な自然環境下で生きていくためには、おのずから隣人たちと助け合う必要に迫られるのである。ここでは貨幣経済や商行為は忌むべきものとされており、明確に禁止されている。見返りを求めない「贈り物経済」(Gift economy)と、なによりも「親切なこころ」が共同体を成立させている（物々交換や、物とサービスの交換は推奨されていない）。
その広大な会場の各所には、参加者の手で大小多数のアート・インスタレーションが設置され、昼夜を問わず、会場の至るところで多種多様な活動が実行に移されている。
具体例を挙げるならば、
- 絵画や彫刻などの制作。舞台演劇。ミュージカル。パントマイム。舞踊。サーカス。楽器演奏。ジャムセッション。
- 大道芸。仮装。集団パフォーマンス。パレード。ファイアー・ポイ。フラフープ。トランポリン。ウエイトトレーニング。ローラーディスコ。
- 「アートカー」あるいは「ミュータント・ビークル」と呼ばれる、奇抜なデコレーションを施し、巨大なスピーカーを装備したトラックや移動ダンスフロア、あるいは移動バーカウンターの制作と運用。
- 大規模レイヴパーティ。野外ダンス。DJ。カウンターでのアルコール類の提供や各種カクテルの調製。友人への料理の提供。
- グラフィティ・アート作品の制作。ボディペインティング。持ち寄った服へのシルクスクリーン印刷。
- 瞑想。ヨガ。座禅。天体観賞。
- パネル・ディスカッション。各種ワークショップ。マッサージ。ヒーリング。カウンセリング。
- パン焼き教室。鉄パイプ溶接教室。内燃機関のリビルド。アクセサリー手作り教室。
- 自転車修理／改造。セスナ機での遊覧飛行。スカイダイビング。
- 大規模な遊具の設置（非常に大きなシーソーや滑り台、ブランコ。人力メリーゴーランド。フリー・クライミング施設）

などである。これら一つ一つが各参加者の自由な発想から生まれた自己表現の手段である。
一方で、診療所の設置や新聞の発行、FM放送局の開設、交通整理、入り口ゲートでの参加者の出迎えなど、この一時的な共同体の構成員全体に貢献するような活動こそが己を表現しうる手段である、と捉える者たちもいる。
例えば「ブラックロック・レンジャー」(Black Rock Ranger)と呼ばれるベテラン・バーナーのグループは、事前に十分な講習を受けた上で、参加者間、あるいは参加者と法執行機関やマスメディアとの間に立ち、様々なトラブルの解決にあたっている。
ブラックロック・シティにおいて一般的な価値観では、こういった活動に参加し積極的に人の輪に加わっていくことや、自ら独創的な活動を企画し、実行してみようという姿勢を高く評価する。
反対に、自分では何もせず、ただ「バーニング・マンを見にきた」物見遊山の第三者であろうという態度は非常に恥ずべきことだ、とされている。

## 価値観
十か条の根本理念 (10 Principles)
　『どんな者をも受け入れる共同体である』(Radical Inclusion)
　『与えることを喜びとする』(Gifting)
　『商業主義とは決別する』(Decommodification)
　『他人の力をあてにしない』(Radical Self-reliance)
　『本来のあなたを表現する』(Radical Self-expression)
　『隣人と協力する』(Communal Effort)
　『法に従い、市民としての責任を果たす』(Civic Responsibility)
　『跡は何も残さない』(Leaving No Trace)　
　『積極的に社会に参加する』(Participation)
　『「いま」を全力で生きる』(Immediacy)

## 街の設計

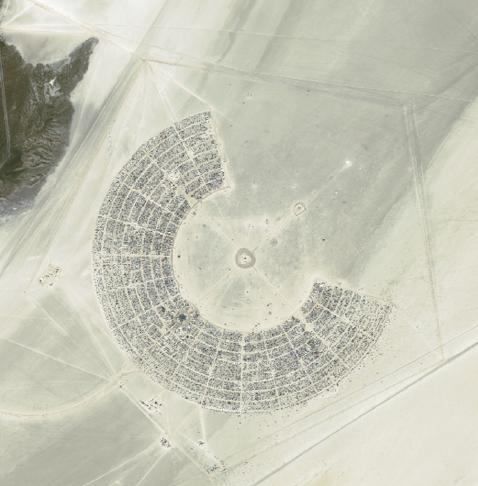
イベント開催時の衛星画像（2005年）

街路は弧を描き、同心円状に連なるようデザインされている。
1999年以来、人型の像を中心とする直径約2.4kmの円を3分割し、その二つ分の円弧を市街地に、残りの一つをオープンスペースにするという基本構成は変更されていない。しかし、参加者の増加に伴い市街地は直径約3.4kmへと伸び、周辺部の総面積も拡大。これが収まるより開けた土地が確保できる北東方向へと、中心自体が数km移動している。
一番内側に設置される円弧状の通りはエスプラナード(Esplanade)と名づけられ、その外側に同心円状に連なる通り「ストリート」にはその年その年のアート・テーマに則った名前が付けられる。例えば「Wheel of Time（時の車輪）」（1999年）や、「The Vault of Heaven（天上の宝石箱）」（2004年）といったアート・テーマの年には、ストリートに太陽系の各惑星の名が与えられた。各ストリートは「ザ・マン」から近い順に、頭文字がA, B, C, D, E, F, Gとなるように命名される。
そのバームクーヘンのように層を成して連なる市街地を貫き、会場中心の人型の像から放射状の街路が一番外側の円まで真っ直ぐに伸びている。すなわち「3:00のプロムナード」、「6:00のプロムナード」、そして「9:00のプロムナード」である。「ザ・マン」が顔を向けている南西の方角がブラックロック・シティという大きな時計盤の「6時」となる。この位置にはインフォメーション・ブース、救護所、レンジャー本部、郵便局、放送局などコミュニティの中心機能が集積された「センターキャンプ」が置かれている。
市街地内には同じように時計の文字盤を模して「30分」ごとの位置に放射状の街路「アベニュー」が敷設される。3:30通り、4:00通り、4:30通り、といったようにである。放射路には、必ず仮設トイレ群が設置されている。
10:00の位置から2:00の位置までは食べかけのバームクーヘンのように市街地が欠けており、その中間点である12:00の位置には参加者が心の拠り所とする寺院(Temple)が建立される。
参加者たちは、自分が現在、この大きな時計盤の「何時何分」の「どのアルファベット」の通りに立っているかで、会場内の座標を認識する。道に迷ったときには「時計」の針の付け根である「ザ・マン」の姿を探すことで自分の位置を把握できるよう考慮されている。「ザ・マン」が会場のどこからでも見える高さに設置され、夜間にはネオン管で輝いているのはこのためである。
これらの街路命名法は試行錯誤の末に編み出されたものであり、過去の開催時には他の方法で名づけられたこともあった。アート・テーマ「The Floating World（浮かんでいる世界）」（2002年）では、180度、175度など羅針盤が指し示す針路が放射路のアベニュー名として採用され、また、「Beyond Belief（信ずるところの彼方に）」（2003年）では、放射路にAbsurd（とんでもない）、Rational（合理的な）など形容詞が、同心円状の各街路には「信ずるもの」となる名詞（Authority 権威、Creed 教義、など）が与えられた。交差点において「Absurd Authority」や「Rational Creed」など、皮肉めいた意味を為すよう言葉遊びが仕組まれていたのである。しかしながら、これらの試みは慣れ親しんだ時計盤型レイアウトと比べて不便であるとして、バーナー達から不評を買う結果に終わった。
プラーヤ上には、連邦航空局(FAA)の認可を受け一時的な飛行場が設置されており、自家用機での入場も一般的である。 ただし滑走路には飛行場灯火が設置されていないため、夜間の離着陸はできない。
空港使用料は$40とされ、滑走路のマーキング、駐機場整備、吹流しの設置などに充当される。

## 自然環境

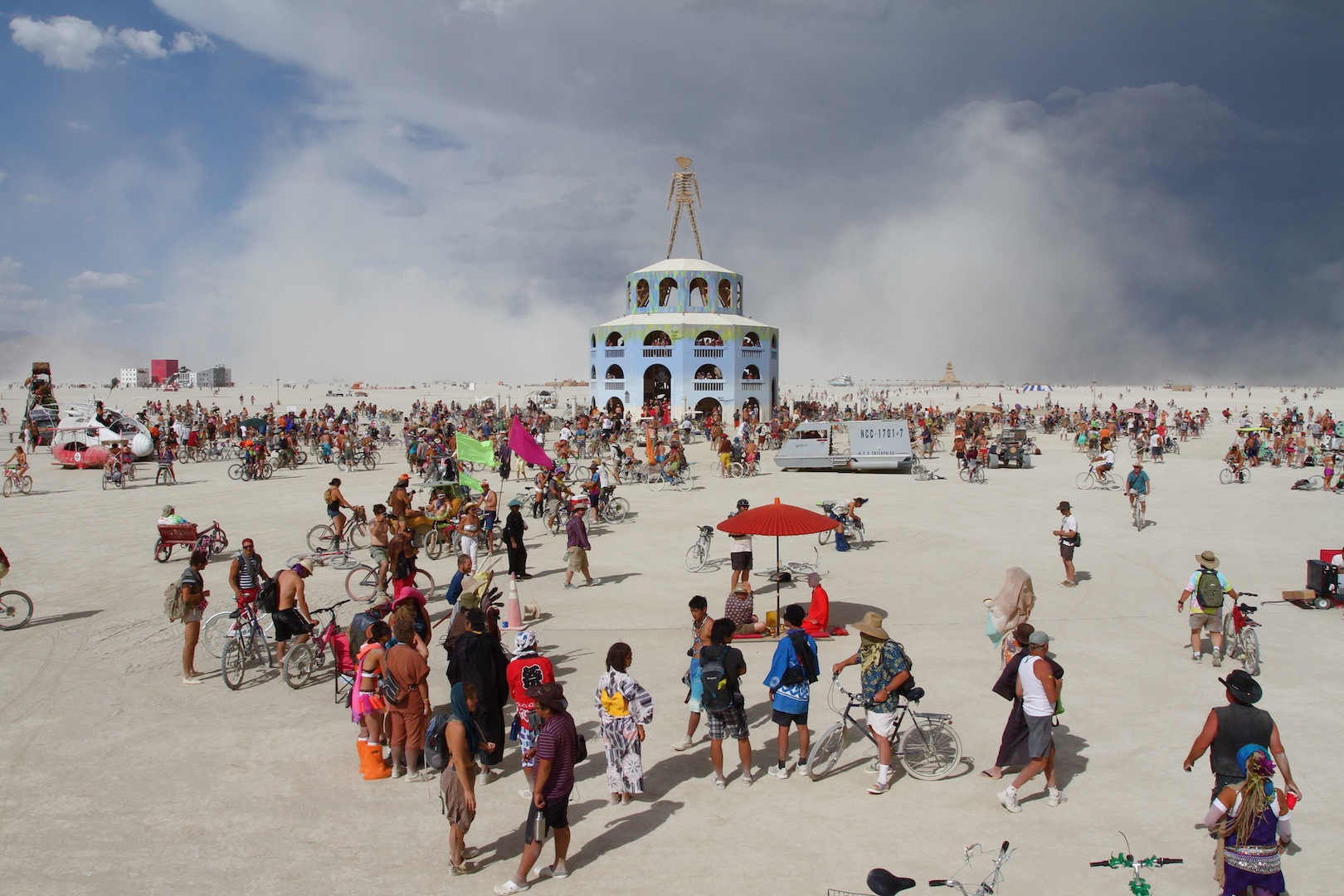
2012年の「ザ・マン」

ブラックロック砂漠は標高1191m（3907フィート）の山岳地帯に位置し、東側をジャクソン山脈、西側をキャリコ山脈に挟まれた盆地である。このアルカリ塩が堆積した土地「プラーヤ」には、サボテンすら生えず、サソリもゴキブリも生息していない。外観はユタ州のボンネビル・ソルトフラッツに類似するもので、灰色の乾いた泥地が見渡す限り広がっている。表面が平坦かつ堅く引き締まっているため、自動車による世界最高速度記録の舞台としても使用された。
砂漠気候に属する高地であるため日差しは強く、日中の気温はバーニング・マンが開催される8月最終週には摂氏35度にまで達する。しかし太陽が山の端に隠れるや否や、水分に乏しい大気や地面の温度は急激に低下し、日の出前には摂氏4度程度にまで冷え込む。真夏と真冬が同じ一日の中で切り替わる、まるで月面のように極端な自然環境である。このため参加者は防暑衣と防寒着を事前に準備し、自らの判断で適宜着替えて身を守らねばならない。また極度に大気が乾燥しているため、昼夜を問わず喉の渇きを覚える前に積極的に水分を補給し続けなければ容易に脱水症状に陥ってしまう。
山脈のない北東、あるいは南西からの風が常に吹き込み、乾ききった湖底の泥を舞い上げる。砂というよりは小麦粉や消石灰のような非常に粒子の細かい粉末であるため、容易にテント内や車内に侵入し降り積もる。粉塵はカメラやパソコンなど精密機械の内部にも入りこみ故障が多発する。強風により舞い上がった砂塵が竜巻の姿をとったり、台風のように吹き荒れる砂嵐に街全体が飲み込まれることもしばしばである。砂嵐のなかでは視界が文字通りゼロとなり、伸ばした自分の手の先すら見えない（ホワイトアウト）。粉塵防護ゴーグル無しでは目を開けることもままならず、呼吸には防塵マスクが必須である。設置したテントが強風に煽られて崩壊したり、巻き上げられ飛ばされてしまうことも珍しくない。また、急な豪雨に見舞われることもあり、暴風雨が何時間か続くこともある。この場合には会場全体が泥沼と化すため、地面が乾ききるまで外出は不可能となる。

## 運営

The logo of the Temple Guardians of the Temple at Burning Man.

バーニング・マンは、発起人であるラリー・ハーベイ(Larry Harvey)と5人の委員会メンバーの助言のもと、地元ワーショー郡ガーラック地区(Gerlach-Empire)に事務所を構えるブラックロック・シティ社(Black Rock City, LLC)が年間を通してその準備に当たっている。
彼らは、このイベントを「コミュニティ社会の実験であり、参加者ひとりひとりの過激なまでの自立と自己責任に特徴がある」としている。 しかし運営側と来場者の区別は曖昧であり、参加者一人一人は自分がイベントの主人公の一人だという感覚を持っている。渋滞時の交通整理や現地でのチケット発券、入場ゲートでのチケット確認、セキュリティ・チェック、インフォメーション・ブースや遺失物集積所、センターキャンプ・カフェでの接客など、現場での運営に関わる様々な仕事は、（パートタイム労働者等を雇うのではなく）参加者有志がシフトを組んで対応している。また自然環境を守り、そして毎年継続して開催していくために、数百人の参加者たちが会期後もプラーヤに居残り、組織的に遺留物を拾い、それを処分している。

## 歴史
- 1986年6月21日（夏至: Summer solstice）

ラリー・ハーベイとジェリー・ジェイムス(Jerry James)は、材木を組み合わせて高さ約2.4m（8フィート）の人型の像を制作した。彼らはカリフォルニア州サンフランシスコのベイカー・ビーチ(Baker Beach)に、この木像を搬入し、設置し、そしてそれに火を放った。ラリーは後年、メディアによるインタビュー等では、恋人との別れにケジメを付けるためだったと答えている。ヒッピー・ムーブメントと関連深いこのClothing Optionalな海岸に居合わせた人々は、ラリーやジェリー、その友人たちと「マンを解き放つ」(Release the Man)行為を通じて親しい関係となった。こうして毎年、1番日の長い日にバーニング・マンが開催されるようになる。
このイベントはSan Francisco Suicide ClubやSan Francisco Cacophony Societyなど西海岸アンダーグラウンド・シーンの興味を惹き、年を経るごとに多くのアーティスト達がベイカー・ビーチに集うようになる。
- 1990年6月21日

イベントは500人規模にまで拡大し、それに従いザ・マンの立像も高さ12m (40フィート)の大がかりなものになっていた。ラリーと仲間達は例年通り制作した像を砂浜に設置するが、法執行機関により点火を中止するよう勧告される。彼らはザ・マンを解体し、トラックに積み込み、ベイカー・ビーチを後にした。約2ヶ月後のLabor Day Weekend初日、参加者有志はもう一度集合し、隊列を組みシェラネバダ山脈を越えた。Cacophony SocietyのZone Trip#4として企画されていたブラックロック砂漠への旅に、ザ・マンが招待されたのである。彼らはプラーヤに到着するとザ・マンの再組み立てを行い、その年のリリースを行った。このとき以来、バーニング・マンは文明から隔離された広大な塩類平原で開催され続けている。物資も公共サービスもない荒れ地を会場としたため、参加者同士が助け合い、足りないものを工面しあうようになった。こうして参加者自身により一時的に町と同等の機能が提供されるようになっていく。
- 1990年代後半

インターネットへの接続が一般化すると、参加者たちの個人的かつ献身的な努力によりバーニング・マンに言及する数多くのWebサイトが作られ、詳細な情報が共有されるようになる。また1999年より全米自動車協会(AAA)のキャンピングカー・ガイドブック(RV Guide)「Great Destination（優れた旅行先）」カテゴリに掲載される。
発起人とその友人たち、参加経験者から直接誘いを受けた人々などによる「内輪の」「アンダーグラウンドな」イベントであったバーニング・マンは、こうして世界各地から数万の参加者が集まる現在のような姿に変化した。
- 2023年9月

ネバダ州の会場が大雨見舞われ泥濘化、約7万人が一時帰還不能になった。参加者一名が死亡。参加者同士で食料や水を分け合うよう主催者がアナウンスし、窮地を脱した。一方で名物のザ・マンの炎上は期間内に行われることはなかった。

## アート・テーマ
「ザ・マン」のリリース後、翌年の指針となるアート・テーマと、新しい「ザ・マン」のデザインが公にされる。
各開催年のアート・テーマは以下の通りである。
- 1995年:「Good and Evil」
- 1996年:「The Inferno」
- 1997年:「Fertility」
- 1998年:「Nebulous Entity」
- 1999年:「Wheel of Time」
- 2000年:「The Body」
- 2001年:「Seven Ages」
- 2002年:「The Floating World」
- 2003年:「Beyond Belief」
- 2004年:「The Vault of Heaven」
- 2005年:「Psyche -The Conscious, Subconscious & Unconscious」
- 2006年:「Hope and Fear: The Future」
- 2007年:「The Green Man」
- 2008年:「American Dream」
- 2009年:「Evolution: A Tangled Bank」
- 2010年:「Metropolis: The Life of Cities」
- 2011年:「Rites of Passage」
- 2012年:「Fertility 2.0」
- 2013年:「Cargo Cult」
- 2014年:「Caravansary」
- 2015年:「Carnival of Mirrors」
- 2016年:「Da Vinci’s Workshop」
- 2017年:「Radical Ritual」
- 2018年:「I, Robot」
- 2019年:「Metamorphoses」
- 2020年:「The Multiverse」
- 2021年:「The Great Unknown」
- 2022年:「Waking Dreams」
- 2023年:「Animalia」

## リージョナル・バーン
バーニング・マンには「リージョナルズ」と呼ばれる「地域担当窓口（およびそのメンバー）」があり、各地域のリージョナルが行う、バーニングマンと思想を同じにしたイベント「リージョナル・バーン」がアフリカ、オーストラリア、ニューヨークほか世界中で開催されている。日本では、2012年からバーニングジャパンが開催されている。「リージョナル・バーン」はバーニング・マンへのステップとして、バーナーたちの再会の場として、また、世界中の特色を活かしたイベントとして世界中に拡がりつつある。

## 用語解説
- ザ・マン：バーニング・マン像 (Burning Man statue)。会場の中心にそびえるイベントの象徴であり、大団円で燃やされる木製の像。像部分の全高は約12m。台座を含めると頂点まで32mの高さがある (2010年開催時)。夜間はネオン菅で輝き、目印のない広大な空間で灯台の役割を果たす。
- ブラックロック砂漠：ネバダ州北部の塩類平原（アルカリ・フラット）。表層は柔らかな砂地ではなく、Playa（プラーヤ）と呼ばれる太古の湖底。乾いた灰色の大地である。